# Ротове (роз'їзд)
Ро́тове — залізничний роз'їзд 5-го класу Одеської дирекції Одеської залізниці на лінії Мигаєве — Ротове. Відстань до станції Новознам'янка — 14,5 км. Розташований поблизу  смт Іванівка Березівського району Одеської області.
Обслуговує розташований поряд Іванівський елеватор.
Закритий у 2022 році.

## Історія
Роз'їзд відкрито 1969 року, при відкритті руху на залізниці Мигаєве — Раухівка.
До кінця 1990-х років був проміжним пунктом, однак після закриття руху на ділянці Ротове — Раухівка став кінцевим на  лінії.
Був відправним та кінцевим пунктом для двох пар приміських поїздів сполученням Роздільна — Ротове, які були скасовані восени 2014 року.